# هیئت ملی فیلم کانادا
هیئت ملی فیلم کانادا (انگلیسی: National Film Board of Canada؛ فرانسوی: Office national du film du Canada‎) که به‌اختصار در انگلیسی «NFB» و در فرانسوی «ONF» نامیده می‌شود، یک تهیه‌کننده و توزیع‌کنندهٔ کانادایی فیلم و رسانه دیجیتال است که تاکنون ۱۲ مرتبه برندهٔ جایزه اسکار در زمینه‌های مختلف شده‌است.
هیئت ملی فیلم کانادا زیرشاخه‌ای از دولت کانادا است. کارش تهیه، تولید و توزیع فیلم‌های مستند، انیمیشن، درام و مستند اینترنتی است و تاکنون بیش از ۱۳۰۰۰ عنوان فیلم تولید کرده که بیش از ۵۰۰۰ جایزه برده است. which have won over 5,000 awards.
هیئت ملی فیلم کانادا عملکرد خود را از طریق «وزیر میراث فرهنگی کانادا»، به «پارلمان کانادا» گزارش می‌دهد و تولیدات در دو شاخهٔ مجزای انگلیسی و فرانسوی است.